# Bernardo Tricardo
Bernardo Tricardo (Francia, ... – Brescia, 15 marzo 1358) è stato un vescovo cattolico italiano.

## Biografia
Originario della Francia, Bernardo Tricardo era un monaco cistercense e venne nominato vescovo di Bergamo nel 1342. Durante gli anni del proprio episcopato bergamasco egli fu sempre in contrasto con i due capitoli dei propri canonici circa l'antica consuetudine che dovesse essere il vescovo a provvedere vino, cera, biada e pranzi il capitolo intero, nonché la mancata intenzione del vescovo Tricardo di far riparare alcune chiese ed edifici religiosi presenti nella diocesi che necessitavano di evidenti lavori di ristrutturazione. La vera motivazione fu probabilmente per sua nomina a vescovo di Bergamo erano stati esautorati i canonici della città venendo nominato dal papa francese Papa Clemente VI a cui i bergamaschi proibirono la visita pastorale.
La crescente opposizione del capitolo, lo portò anche a subire accuse di simonia nel 1345 dal momento che egli aveva conferito il beneficio di Santa Maria di Olmo al nipote Giovanni, sedicenne, e quello di Fondra all'altro nipote, Guglielmo, entrambi nemmeno ordinati. Tale accusa non fu mai provata ma bastò al pontefice per balenare l'idea di trasportarlo in un'altra sede episcopale.
Egli venne perciò successivamente trasferito alla sede di Brescia nel 1349, ove morì nel 1358.

## Stemma
- D'argento, a tre cardi al naturale[3]